# Каршево (Кентшинський повіт)
Каршево (пол. Karszewo) — село в Польщі, у гміні Корше Кентшинського повіту Вармінсько-Мазурського воєводства.
Населення — 89 осіб (2011).
У 1975-1998 роках село належало до Ольштинського воєводства.

## Демографія
Демографічна структура станом на 31 березня 2011 року:
|          | Загалом | Допрацездатний вік | Працездатний вік | Постпрацездатний вік |
| -------- | ------- | ------------------ | ---------------- | -------------------- |
| Чоловіки | 50      | 11                 | 35               | 4                    |
| Жінки    | 39      | 8                  | 23               | 8                    |
| Разом    | 89      | 19                 | 58               | 12                   |